# مؤسسة دول للتغذية
مؤسسة دول للتغذية (بالإنجليزية: Dole Nutrition Institute)‏ (DNI) هي مؤسسة تعليم وبحوث داخل شركة دول للغذاء ومقرها في كانابوليس بولاية كارولاينا الشمالية في الحرم الجامعي للبحوث كارولاينا الشماليةوقد تم تأسيسها من قبل ديفيد ه. موردوك بعام 2003. المؤسسة موجودة كمصدر يقدم منشورات تعليمية عن النظام الغذائي النباتي.  

## أنشطة
تقدم مؤسسة دول للتغذية تقدم صحة ذاتية وتغذية جزئية.

### النشرة الإخبارية لدول للتغذية
منح اتحاد التسويق عبر الإنترنت موقع أخبار دول للتغذية في عام 2008 جائزة مسابقة صناعة الإعلان الدولية عن إنجازهم الرائع في الإعلان عبر الإنترنت- جائزة أفضل نشرة إخبارية عن الصناعة الغذائية على الإنترنت.